# ال‌وای۲۹۴۰۰۲
ال‌وای۲۹۴۰۰۲ (به انگلیسی: LY294002) با فرمول شیمیایی C۱۹H۱۷NO۳ یک ترکیب شیمیایی با شناسه پاب‌کم ۳۹۷۳ است. که جرم مولی آن ۳۰۷٫۳۴۳ g/mol می‌باشد. 